# Supergalaktisches Koordinatensystem

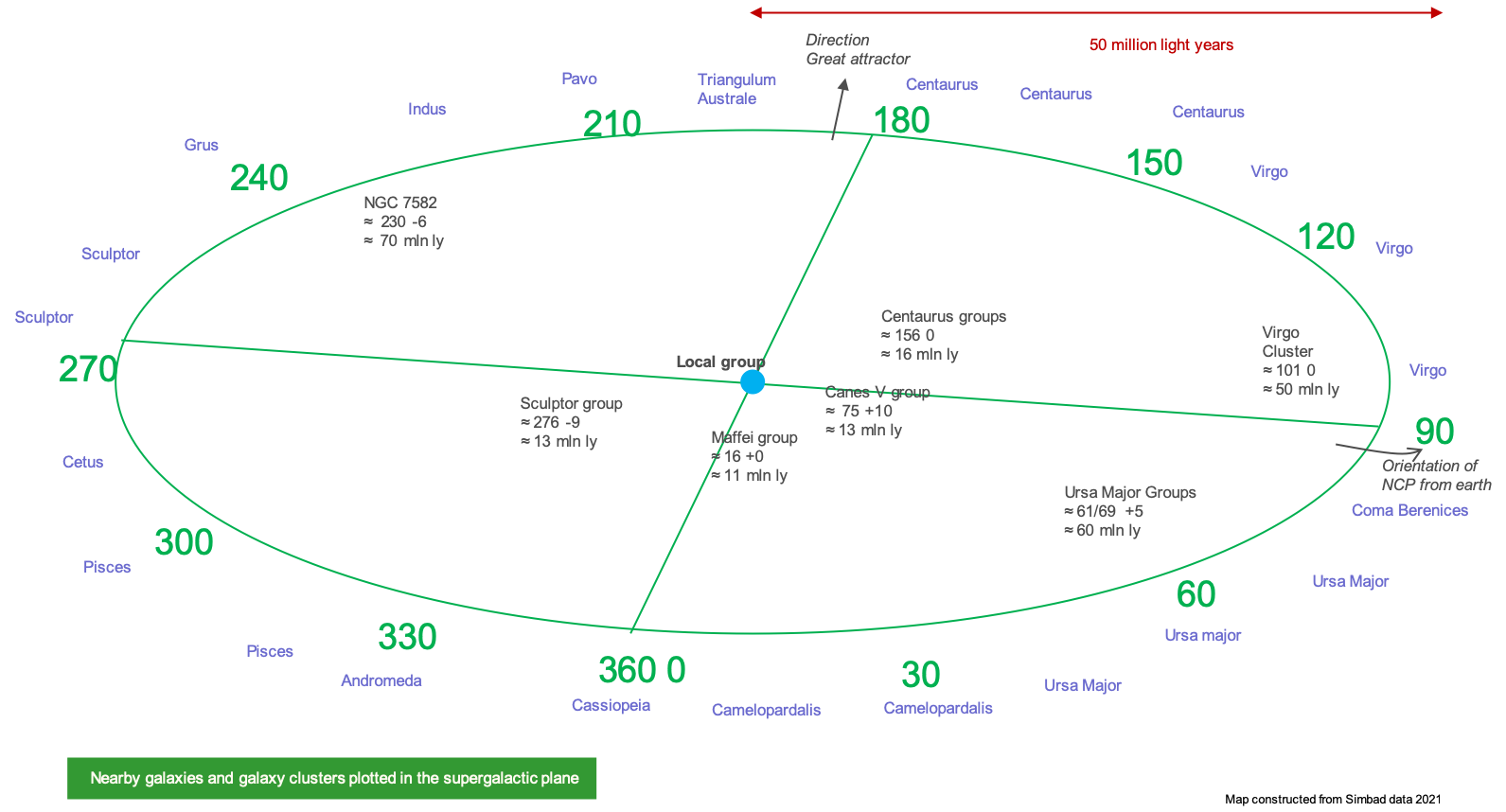
Galaxien und Galaxienhaufen in unserem lokalen Universum bis zu einer Entfernung von 50 Millionen Lichtjahren, dargestellt in der supergalaktischen Ebene

Ein Supergalaktisches Koordinatensystem sind Kugelkoordinaten, die ihren Äquator an der supergalaktischen Ebene ausgerichtet haben. 
Diese Ebene zeichnet sich im näheren Universum um die Erde herum durch die Verteilung von nahen Galaxienhaufen wie dem Virgo-Galaxienhaufen, dem Großen Attraktor und dem Perseus-Pisces-Superhaufen aus. Die supergalaktische Ebene wurde von Gérard-Henri de Vaucouleurs 1953 im Shapley-Ames-Katalog erkannt. Die plane Verteilung von Nebeln wurde allerdings bereits über 200 Jahre früher durch William Herschel bemerkt.
Es wird definiert, dass die supergalaktische Länge und Breite durch SGL and SGB bezeichnet werden, in Analogie zu l and b bei galaktischen Koordinatensystemen. Der Nullpunkt der supergalaktischen Länge wird definiert als die Schnittlinie zwischen dieser Ebene und der galaktischen Ebene.

## Definitionen
- Der supergalaktische Nordpol (SGB = 90°) liegt bei den galaktischen Koordinaten l = 47,37° und b = +6,32°. Im äquatorialen Koordinatensystem (Epoche J2000), ist dies nahe RA = 18,9 h und Dec = +15,7°.
- Der Nullpunkt (SGB = 0°, SGL = 0°) liegt bei l = 137,37° und b = 0°. In J2000 äquatorialen Koordinaten ist dies etwa RA = 2,82 h und Dec = +59,5°.